# Biakmyzomela
’Biakmyzomela' (Myzomela rubrobrunnea) är en fågelart i familjen honungsfåglar inom ordningen tättingar.

## Utseende och läte
Biakmyzomela är en ltten och helmörk honungsfågel. Fjäderdräkten är helt sotbrun. Lätet är dåligt känt.

## Utbredning och systematik
Fågeln förekommer på ön Biak utanför nordvästra Nya Guinea. Den kategoriserades tidigare som  traditionellt som underart till brun myzomela (Myzomela obscura), men urskiljs sedan 2016 som egen art av Birdlife International och  IUCN, sedan 2021 även av tongivande IOC.

## Levnadssätt
Biakmyzomelan hittas i mangroveskog, trädgårdar, snår och utmed skogsbryn.

## Status
Arten har ett begränsat utbredningsområde, men beståndet anses vara stabilt. Den kategoriseras av IUCN som livskraftig.